# Alchemilla rivularis
Alchemilla rivularis é uma espécie de rosácea do gênero Alchemilla, pertencente à família Rosaceae.